# Menhiranlage von Darmstadt
Die Menhiranlage von Darmstadt (eigentlich Menhiranlage „Hirtenwiese“) ist ein Steinkreis in der Gemarkung von Darmstadt in Hessen.

## Lage und Beschreibung
Die Anlage liegt östlich von Darmstadt an der Gemeindegrenze zu Roßdorf nördlich der B26 und am südlichen Ende der Scheftheimer Wiesen am Rand der Hirtenwiese.
Im Jahr 1966/1967 wurden an der Gemeindegrenze zu Roßdorf 14 größere Steine aus Granitporphyr entdeckt.
Ihr Entdecker, der Roßdorfer Heimatforscher Heinrich Gunkel, identifizierte sie als vorgeschichtliche Steinkreisanlage der Jungsteinzeit (Mitte des 6. bis Ende des 3. Jahrtausends v. Chr.).
1993 wurde das Naturschutzgebiet „Scheftheimer Wiesen“ ausgewiesen, in dem sich auch die Anlage befindet. Ein Betreten war seitdem nur mit Sondererlaubnis möglich, der Zugang war nicht ausgewiesen. Seit Februar 2011, als die Brücke über den Ruthsenbach und ein neuer Zugang zu den Menhiren angelegt wurde, kann die Steinkreisanlage wieder ohne Genehmigung betreten werden. Die Anlage ist von Gestrüpp befreit und mit einer Schautafel ausgestattet.
Die Anlage ist einmalig in Hessen. In der näheren Umgebung liegen Siedlungsreste der jungsteinzeitlichen Rössener Kultur und der Eisenzeit.

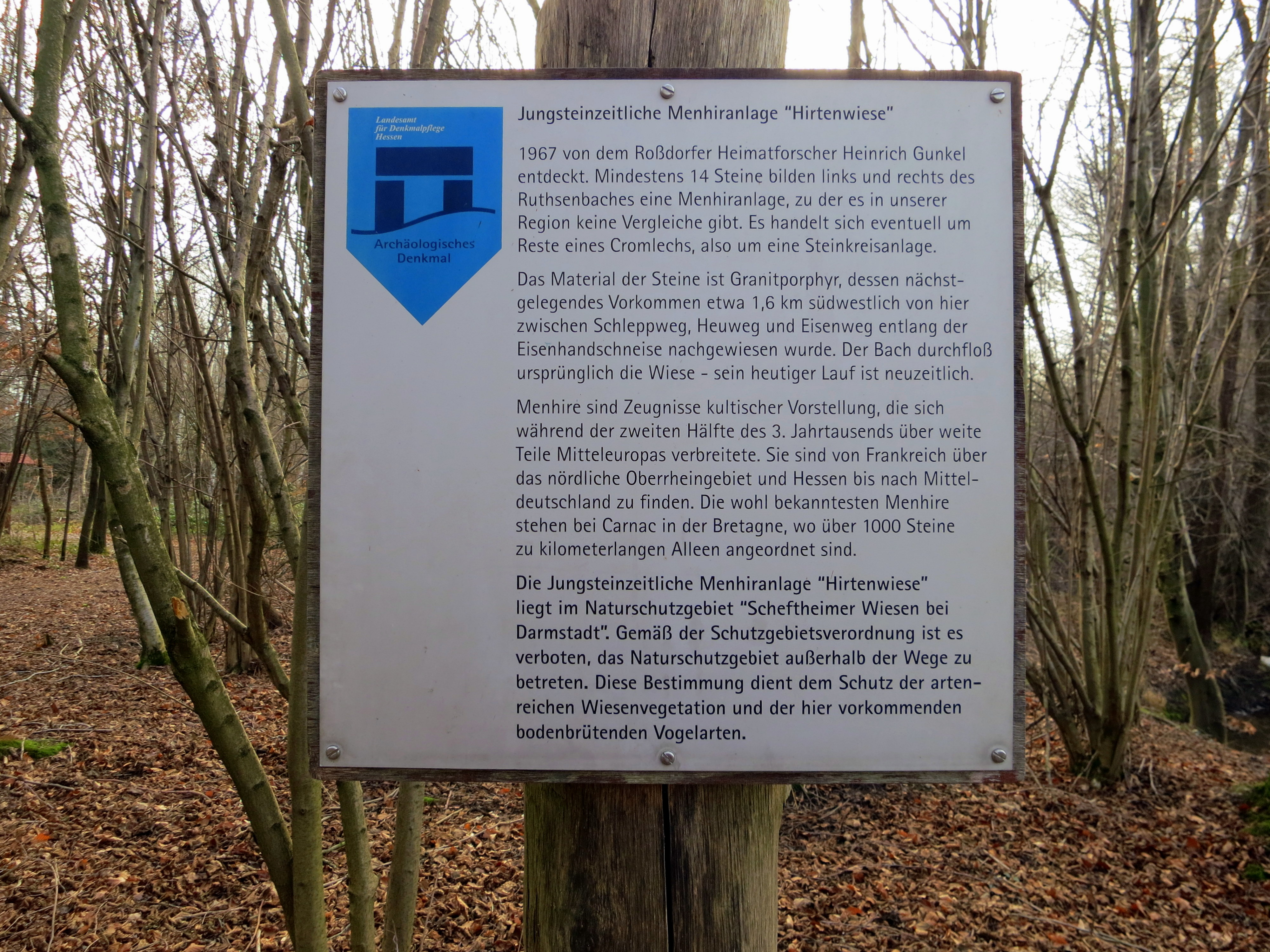
Informationstafel zur Menhiranlage (2012)
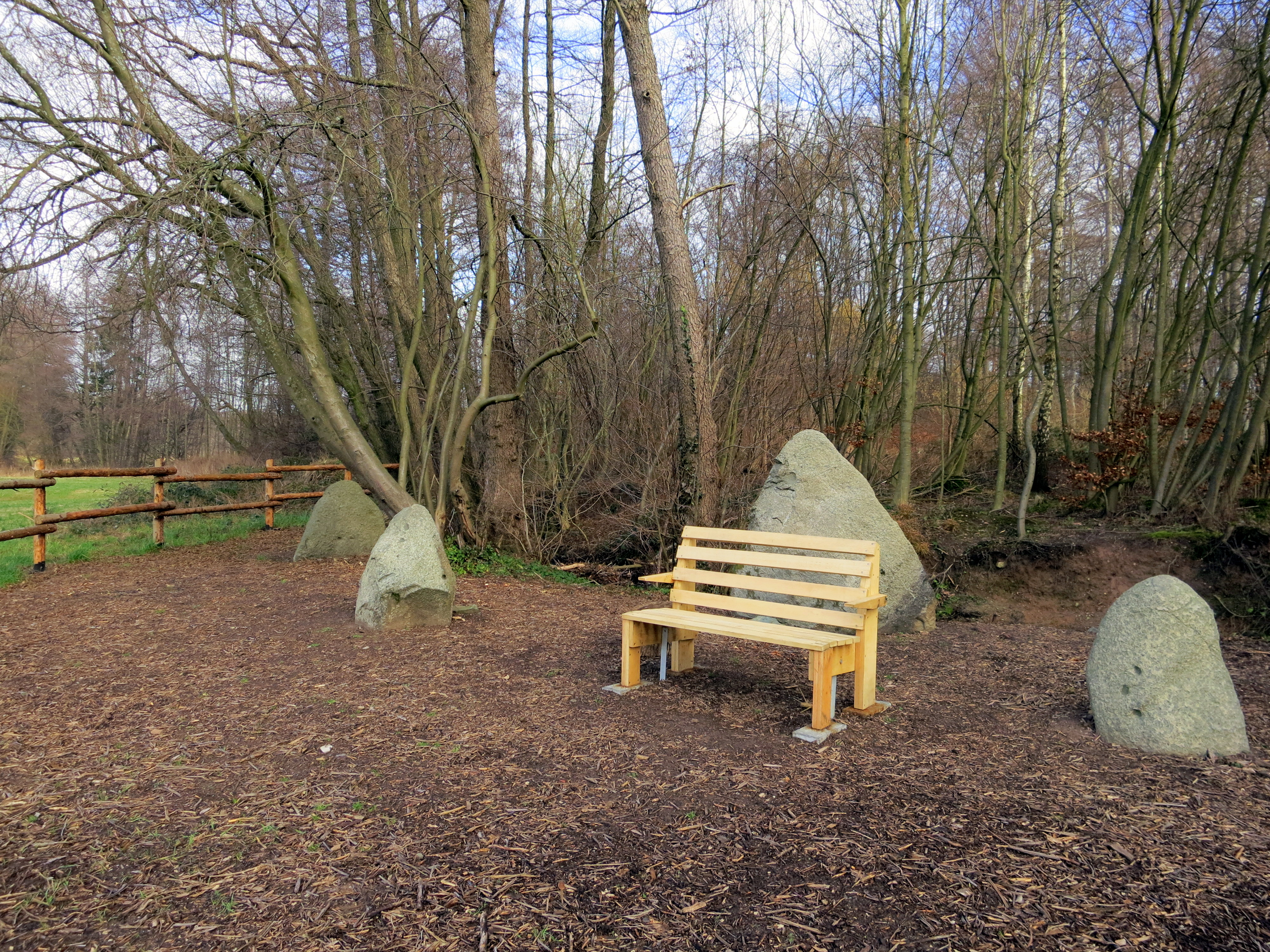
Menhiranlage (2012)
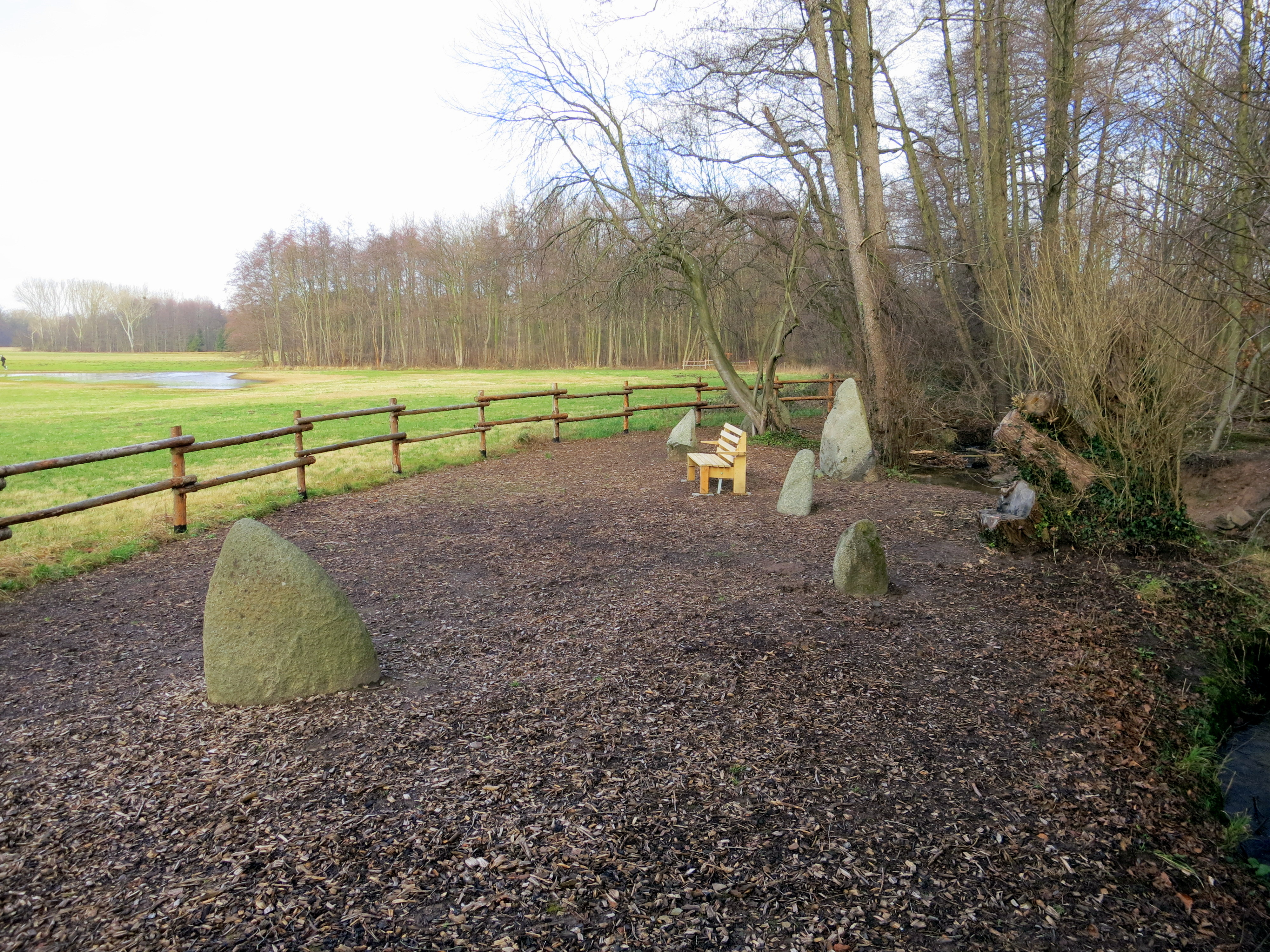
Menhiranlage (2012)
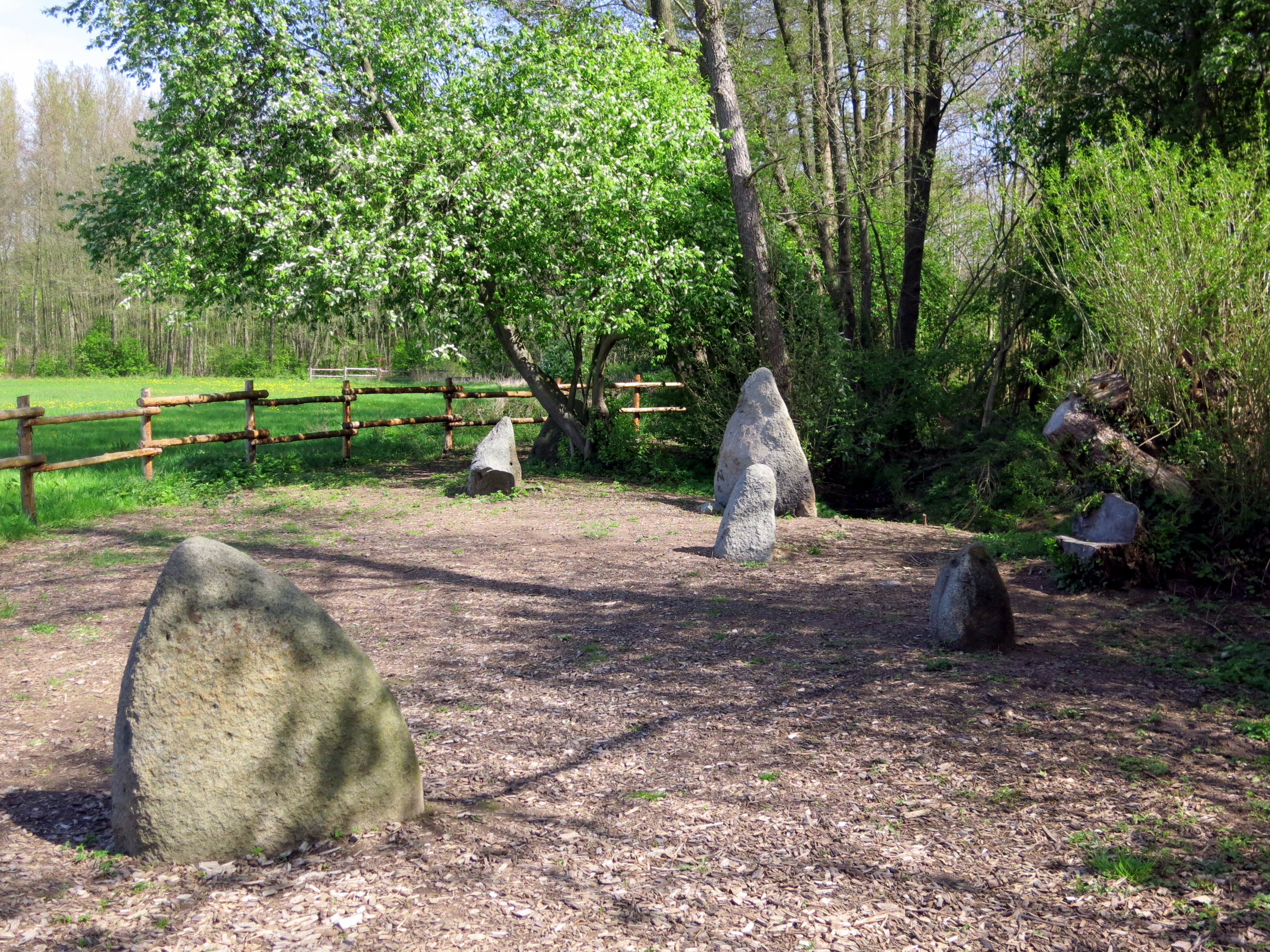
Menhiranlage (2012)
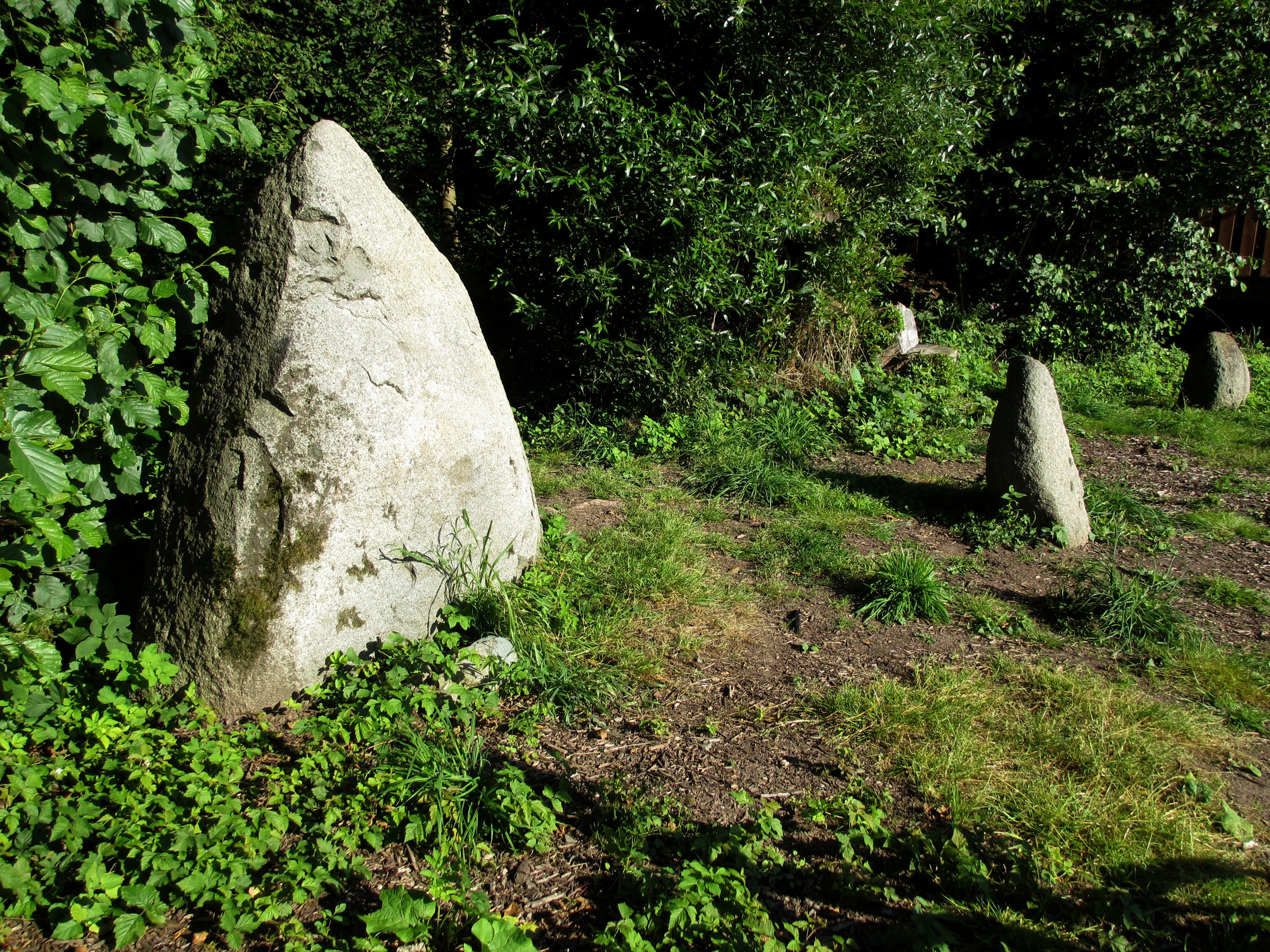
Menhiranlage (2012)

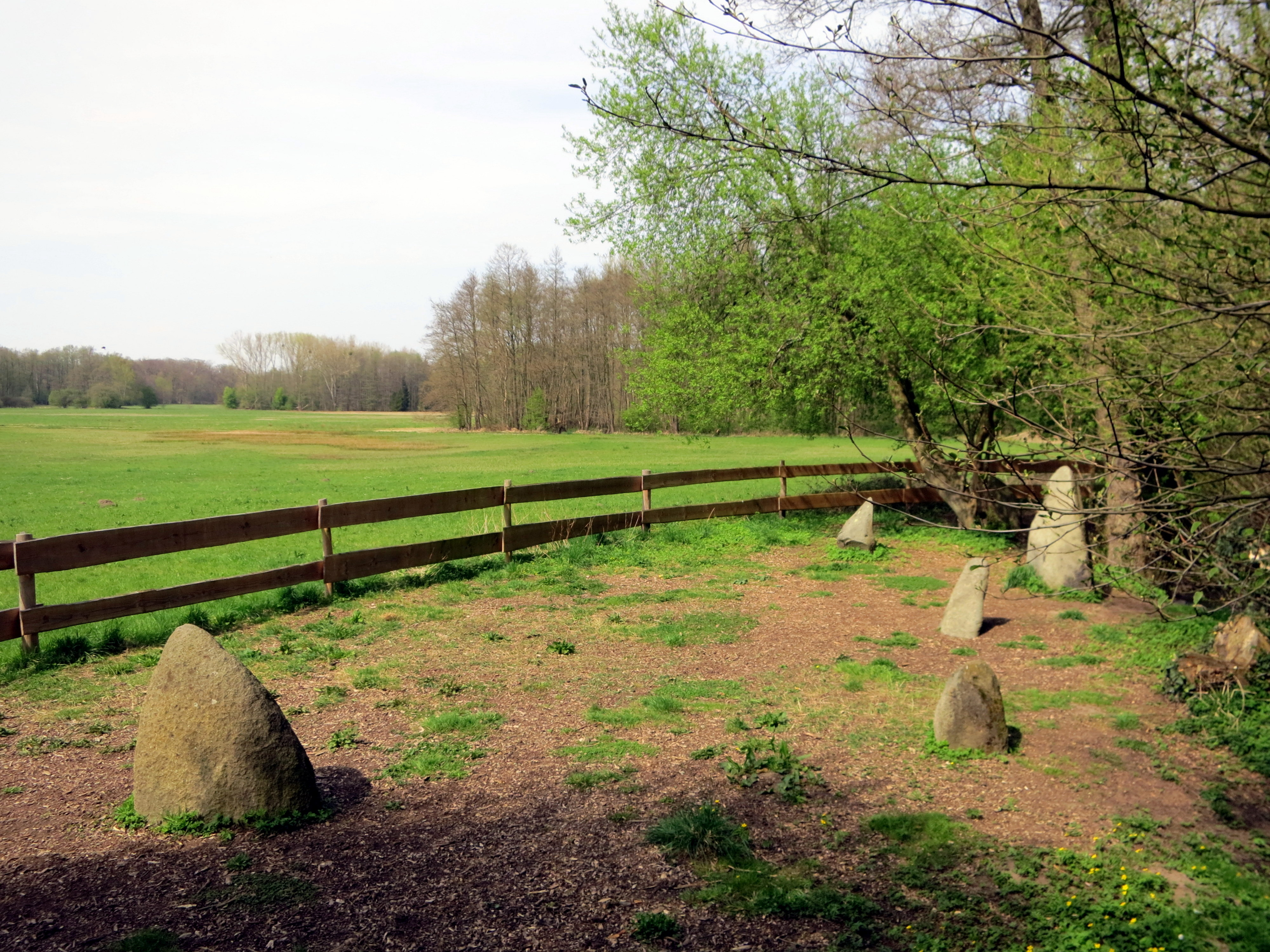
Menhiranlage 2015 (die Sitzbank wurde versetzt)
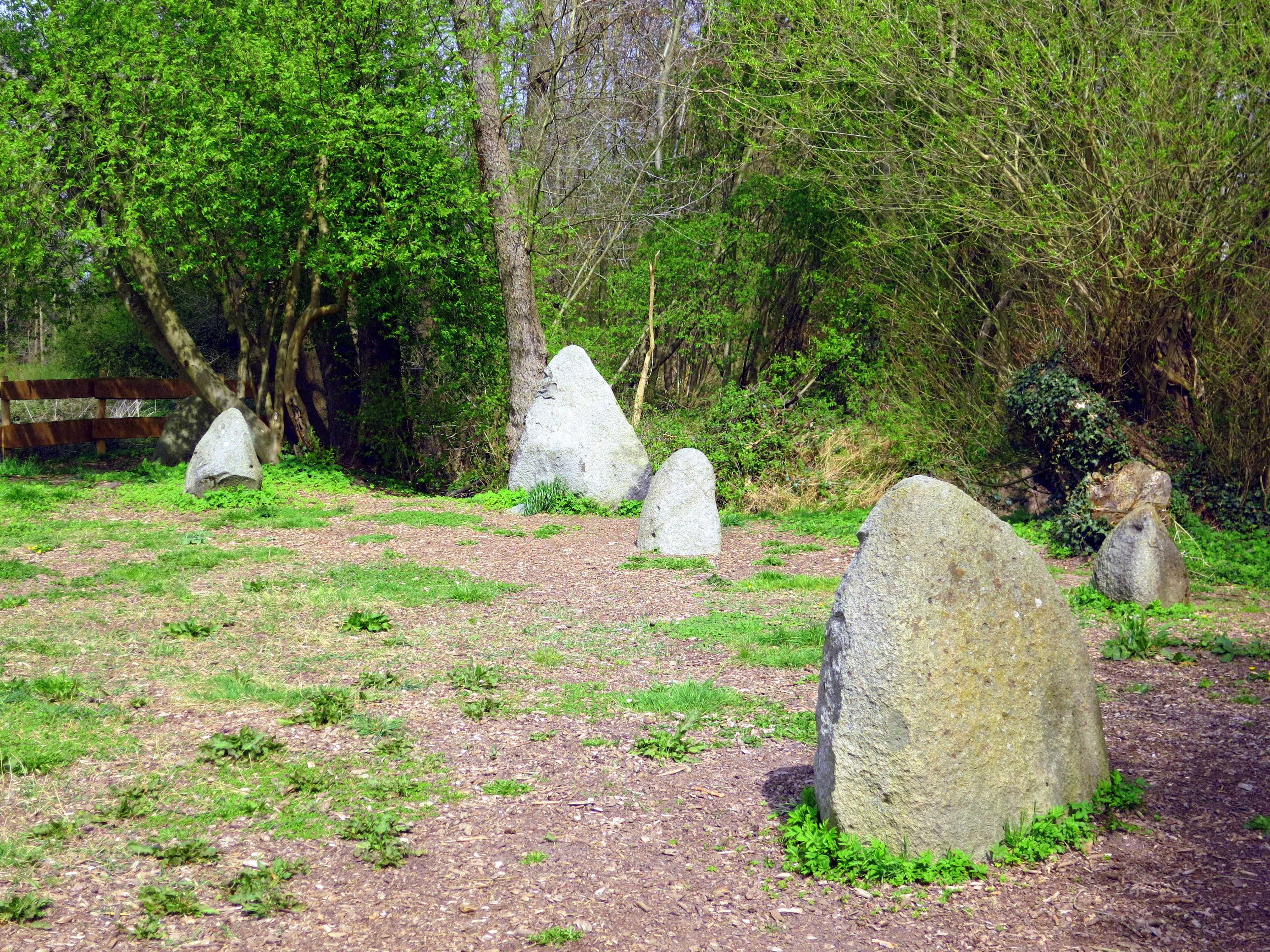
Menhiranlage 2015
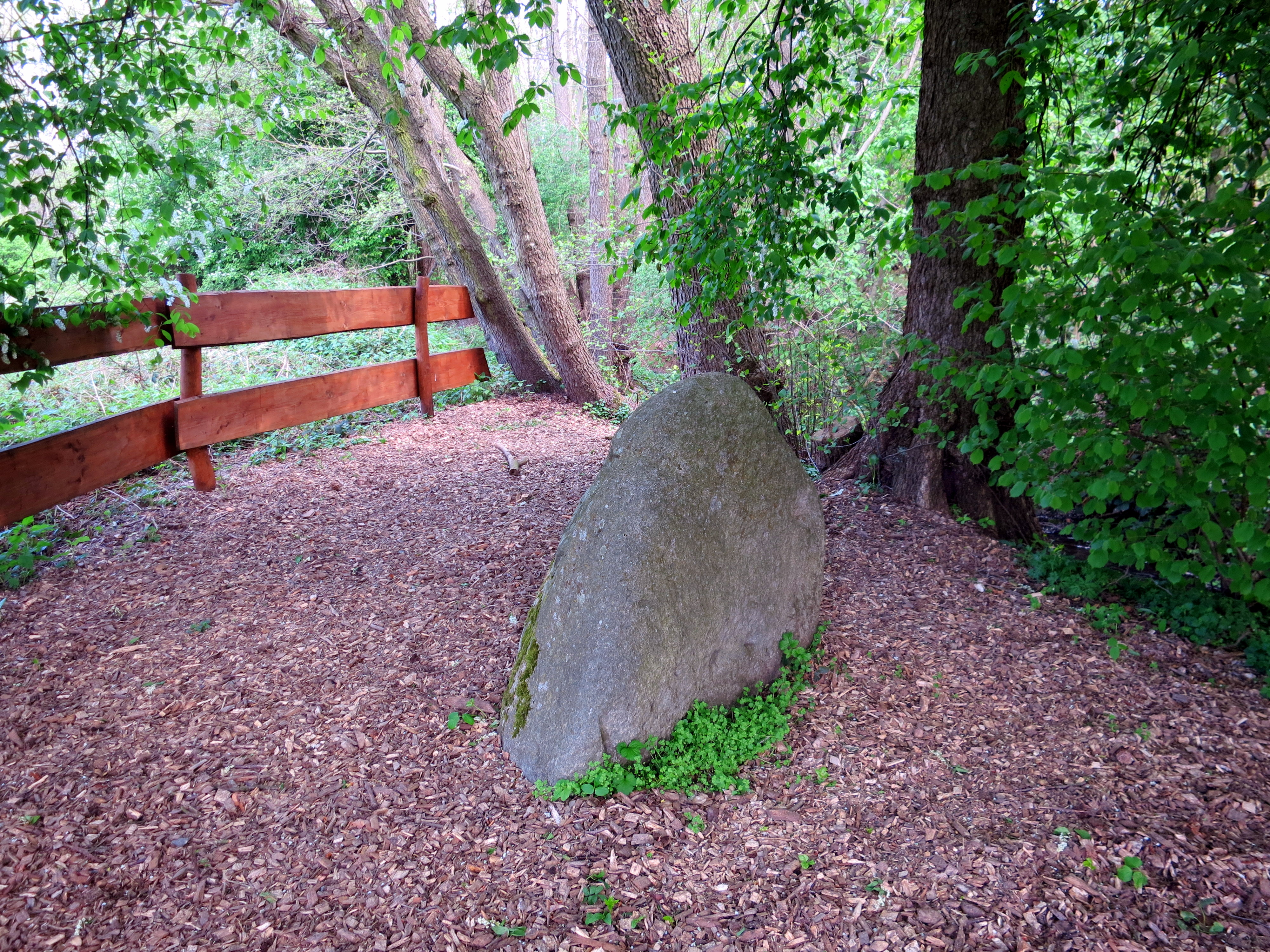
Menhiranlage 2017